# 木村裕一
木村 裕一（きむら ゆういち、1948年4月14日 - ）は、日本の絵本作家。漢字での表記の他、ひらがなで表記されることも多い。

## 来歴
東京都生まれ。多摩美術大学卒業。造形教育の指導、テレビ幼児番組のアイディアブレーンなどを経て、絵本・童話作家となる。
絵本・童話創作に加え、戯曲やコミックの原作、小説など多方面で活動。500冊以上の著書を持ち、海外で翻訳出版されているものも多い。中でも『ごあいさつあそび』に始まる「あかちゃんのあそびえほん」シリーズは累計1300万部を突破する大ロングセラーとなっている。　
代表作『あらしのよるに』（講談社）で、講談社出版文化賞絵本賞、産経児童出版文化賞、JR賞受賞。舞台脚本「あらしのよるに」で斎田喬戯曲賞、松尾芸能財団研修奨励賞、厚生大臣賞、東京都優秀児童演劇優秀賞を受賞、同作は2005年には映画化もされた（こちらの脚本も自身が担当）。
2005年3月、「マガジン9条」発起人となった。
2005年度より東京純心女子大学客員教授。
2007年、創作絵本の教室「ゆうゆう絵本講座」を開講。顧問を務める。
2013年3月、木村みゆきと中目黒のゲストハウスで挙式。出会いは2011年7月の沖縄の講演会の手伝いとして、みゆきの恩師が紹介したこと。38歳の年の差があり話題となった。木村にとっては再婚。

## 絵本「あらしのよるに」シリーズ
講談社から発行。絵はすべてあべ弘士が担当。
- 『あらしのよるに』
- 『あるはれたひに』
- 『くものきれまに』
- 『きりのなかで』
- 『どしゃぶりのひに』
- 『ふぶきのあした』
- 『まんげつのよるに』
- 『特別編 しろいやみのはてで』
- 『あらしのよるにスペシャル ひとりぼっちのガブ』
- 『あらしのよるにスペシャル メイはなんにもこわくない』
- 『あらしのよるにスペシャル ごちそうがいっぱい』
- 『あらしのよるにスペシャル だれもしらないヒーロー』
- 『新あらしのよるにシリーズ あいことばはあらしのよるに』

## その他の主な絵本・児童書
- 「あかちゃんのあそびえほん」シリーズ（偕成社） 1988 -
- 『風切る翼』（黒田征太郎絵、講談社） 1994
- 『にんげんごっこ』（長新太絵、講談社） 1997
- 『オオカミのごちそう』（田島征三絵、偕成社） 1999
- 『もしもあのとき』（MAYA MAXX絵、金の星社） 2001
- 『シチューはさめたけど…』（黒田征太郎絵、フレーベル館） 2001
- 『こぞうのパウのものがたり』（あべ弘士絵、金の星社） 2001
- 『もしもあのとき』（Maya Maxx絵、金の星社） 2001
- 『手をつなげば…』（Maya Maxx絵、金の星社） 2002
- 「おおかみゴンノスケの腹ペコ日記」シリーズ（山下ケンジ絵、講談社） 2003 - 2011
- 『オオカミのひみつ』（田島征三絵、偕成社） 2003
- 『キミへの手紙』（かとうようこ絵、PHP研究所） 2003
- 『そのままのキミがすき』（西村香英絵、PHP研究所） 2003
- 「事件ハンターマリモ」シリーズ（三村久美子画、金の星社） 2003、のちフォア文庫
- 『オオカミのあっかんべー - きむらゆういちの絵本エッセイ〈1〉』（あべ弘士絵、ソニー・マガジンズ） 2004
- 『ねぇ、おぼえてる?』（Maya Maxx絵、金の星社） 2004
- 『はみがきごっこ』（長野ヒデ子絵、佼成出版社） 2005
- 『あしたのねこ』（エムナマエ絵、金の星社） 2006
- 『オオカミのおうさま』（田島征三絵、偕成社） 2009 - 日本絵本賞受賞
- 『たんじょうびはきのうえで』（講談社） 2009
- 「12支キッズのしかけえほん」シリーズ 全12冊（ふくざわゆみこ絵、ポプラ社） 2010 - 2014
- 『たれ耳おおかみのジョン』（高畠那生絵、主婦の友社） 2010
- 『ボクは山ねこシュー はじめまして人間たち』（角川学芸出版、カドカワ学芸児童名作） 2010
- 『おもいのたけ』（田島征三絵、えほんの杜） 2012
- 『ボクのじてんしゃ』（平澤重信絵、芸術新聞社、とぴか） 2014

### 礒みゆきとの共著
- 『土曜日は、だんご虫』（木村裕一, 礒みゆき作、礒みゆき絵、岩崎書店） 1995
- 『日曜日は、なっちゃんちの犬』（岩崎書店） 1996
- 『ぼくだけ知ってるザリベエのひみつ』（井上洋介絵、ポプラ社） 1996
- 『月曜日は、原始人』（岩崎書店） 1997
- 『水曜日は、スーパースター』（岩崎書店） 1998
- 『火曜日は、木村みゆき先生』（木村裕一, 礒みゆき作・絵、岩崎書店） 2000

### 宮本えつよしとの共著
- 「きむらゆういち・みやもとえつよしのガラクタ工作」全12巻（宮本えつよし共著、チャイルド本社） 2011

## 絵本以外の主な著書
- 『簡単おもしろ10分シアターアイデア集』（世界文化社） 1994
- 『きむら式童話のつくり方』（講談社現代新書） 2004
- 『きむらゆういち式・絵本の読み方』（宝島社） 2004
- 『あらしのよるに 恋愛論』（講談社） 2005
- 『きむらゆういちの「ミリオンセラーのつくり方」 売れるものと売れないものとの差はほんのちょっとの違いだ』（ビジネス社） 2006

ラフやメモを初公開し、「あらしのよるに」「あかちゃん絵本」絵本創作についてや、原ゆたか、宮西達也、エムナマエ、高橋克典、早見優との対談をまとめたもの。
- 『きむらゆういち式絵本の読み方 2  恋愛に効く絵本』（宝島社） 2006
- 『きむらゆういちの『ひみつの箱』』（講談社） 2007 - 名言集
- 『幸せな嘘』（小学館） 2007、のち文庫 - 小説
- 『子ども、あなどるべからず』（岩波ブックレット） 2008
- 『たいせつなことはみんな子どもたちが教えてくれた』（主婦の友社） 2009

### 共著
- 『憲法を変えて戦争に行こう - という世の中にしないための18人の発言』（岩波ブックレット） 2005

井筒和幸, 井上ひさし, 香山リカ, 姜尚中, 黒柳徹子, 猿谷要, 品川正治, 辛酸なめ子, 田島征三, 中村哲, 半藤一利, ピーコ, 松本侑子, 美輪明宏, 森永卓郎, 吉永小百合, 渡辺えり子との共著

## アニメーション作品
- パッコロリン（総作画監督、キャラクターデザイン） 2011 - 2025

## 作詞
- どうしてしらんぷり（おかあさんといっしょ 今月の歌）2007年6月

## 出演
- あらしのよるに - ひみつのともだち（2013年9月26日、テレビ東京系）- サル2 役

原作者としてのゲスト出演、また「きむらゆういち」名義での出演。